# Obelisk Montevideo
Obelisk Montevideo (oficjalnie: Obelisco a los Constituyentes de 1830) – pomnik znajdujący się przy skrzyżowaniu alei 18 de Julio i Artigas Boulevard w barrio Parque Batlle, w Montevideo, stolicy Urugwaju. Jego twórcą jest urugwajski malarz i rzeźbiarz hiszpańskiego pochodzenia José Luis Zorrilla de San Martín (1891–1975).

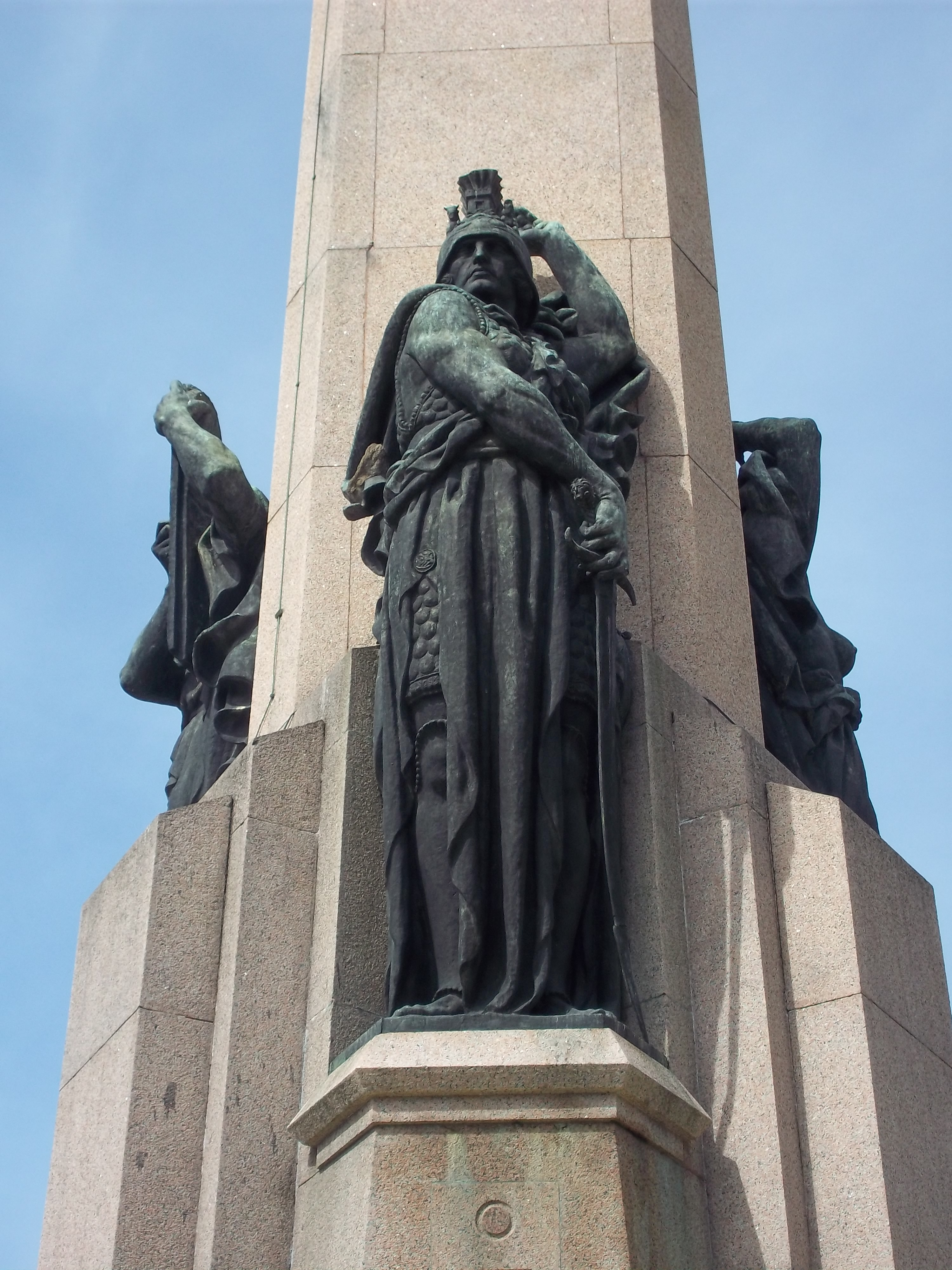
Posągi z brązu

Pomnik ma postać trójbocznej wieży o wysokości 40 metrów. Z każdej strony znajdują się posągi wykonane z brązu, które symbolizują  „Prawo”, „Wolność” i „Siłę”. Wieża oraz cokół wykonane są z granitu. Wokół pomnika znajduje się heksagonalna fontanna z sześcioma kulami położonymi w kątach sześciokąta.
Obiekt został wybudowany dla uczczenia setnej rocznicy uchwalenia pierwszej urugwajskiej konstytucji 18 lipca 1830 roku, oraz w hołdzie uczestnikom Zgromadzenia Generalnego, którzy ją uchwalili. Oficjalne odsłonięcie nastąpiło 25 sierpnia 1938 roku. 8 września 1976 roku pomnik został uznany za dziedzictwo narodowe.